# Saudiarabien i olympiska sommarspelen 2012
Saudiarabien  deltog i de olympiska sommarspelen 2012 som ägde rum i London i Storbritannien mellan den 27 juli och den 12 augusti 2012.

## Medaljörer
| Medalj | Namn                                                                  | Sport    | Gren             |
| ------ | --------------------------------------------------------------------- | -------- | ---------------- |
| Brons  | Ramzy Al Duhami Abdullah Al Saud Kamal Bahamdan Abdullah Al Sharbatly | Ridsport | Banhoppning, lag |

## Friidrott
- Huvudartikel: Friidrott vid olympiska sommarspelen 2012

Förkortningar
- Notera – Placeringar gäller endast den tävlandes eget heat
- Q = Kvalificerade sig till nästa omgång via placering
- q = Kvalificerade sig på tid eller, i fältgrenarna, på placering utan att ha nått kvalgränsen
- NR = Nationellt rekord
- N/A = Omgången inte möjlig i grenen
- Bye = Idrottaren behövde inte delta i omgången

Herrar
Bana och väg
| Idrottare            | Gren           | Heat     | Heat      | Semifinal        | Semifinal        | Final            | Final            |
| Idrottare            | Gren           | Resultat | Placering | Resultat         | Placering        | Resultat         | Placering        |
| -------------------- | -------------- | -------- | --------- | ---------------- | ---------------- | ---------------- | ---------------- |
| Ali Ahmed Al-Amri    | 3 000 m hinder | 8:26.22  | 9         | i.u.             | i.u.             | Gick inte vidare | Gick inte vidare |
| Moukheld Al-Outaibi  | 5 000 m        | 13:31.47 | 9         | i.u.             | i.u.             | Gick inte vidare | Gick inte vidare |
| Moukheld Al-Outaibi  | 10 000 m       | i.u.     | i.u.      | i.u.             | i.u.             | 28:07.25         | 17               |
| Hussain Alhamdah     | 5 000 m        | 14:00.43 | 20        | i.u.             | i.u.             | Gick inte vidare | Gick inte vidare |
| Abdullah Aljoud      | 5 000 m        | 14:11.12 | 20        | i.u.             | i.u.             | Gick inte vidare | Gick inte vidare |
| Yousef Ahmed Masrahi | 400 m          | 45.43    | 3 Q       | 45.91            | 7                | Gick inte vidare | Gick inte vidare |
| Abdulaziz Mohammed   | 800 m          | 1:46.09  | 3 Q       | 1:48.98          | 8                | Gick inte vidare | Gick inte vidare |
| Emad Noor            | 1 500 m        | 3:42.29  | 9         | Gick inte vidare | Gick inte vidare | Gick inte vidare | Gick inte vidare |
| Mohammed Shaween     | 1 500 m        | 3:39.42  | 1 Q       | 3:43.39          | 7                | Gick inte vidare | Gick inte vidare |

Fältgrenar
| Idrottare                 | Gren           | Kval  | Kval      | Final            | Final            |
| Idrottare                 | Gren           | Längd | Placering | Längd            | Placering        |
| ------------------------- | -------------- | ----- | --------- | ---------------- | ---------------- |
| Sultan Mubarak Al-Dawoodi | Diskuskastning | 59.54 | 33        | Gick inte vidare | Gick inte vidare |

Damer
Bana och väg
| Idrottare   | Event | Heat     | Heat      | Semifinal        | Semifinal        | Final            | Final            |
| Idrottare   | Event | Resultat | Placering | Resultat         | Placering        | Resultat         | Placering        |
| ----------- | ----- | -------- | --------- | ---------------- | ---------------- | ---------------- | ---------------- |
| Sarah Attar | 800 m | 2:44.95  | 8         | Gick inte vidare | Gick inte vidare | Gick inte vidare | Gick inte vidare |

## Judo
| Idrottare         | Gren                           | 32-delsfinal         | Sextondelsfinal          | Åttondelsfinal            | Kvartsfinal          | Semifinal            | Återkval             | Bronsmatch           | Final                | Final            |
| Idrottare         | Gren                           | Motståndare Resultat | Motståndare Resultat     | Motståndare Resultat      | Motståndare Resultat | Motståndare Resultat | Motståndare Resultat | Motståndare Resultat | Motståndare Resultat | Placering        |
| ----------------- | ------------------------------ | -------------------- | ------------------------ | ------------------------- | -------------------- | -------------------- | -------------------- | -------------------- | -------------------- | ---------------- |
| Eisa Majrashi     | Extra lättvikt (-60 kg) Herrar | BYE                  | Lall (GUY) W 0100–0000   | Kitadai (BRA) L 0000–0021 | Gick inte vidare     | Gick inte vidare     | Gick inte vidare     | Gick inte vidare     | Gick inte vidare     | Gick inte vidare |
| Wojdan Shahrkhani | Tungvikt (+78 kg) Damer        | i.u.                 | Mojica (PUR) L 0000–0100 | Gick inte vidare          | Gick inte vidare     | Gick inte vidare     | Gick inte vidare     | Gick inte vidare     | Gick inte vidare     | Gick inte vidare |

## Ridsport

### Hoppning
| Tävlande                  | Häst                      | Kvalifikation | Kvalifikation | Kvalifikation | Kvalifikation | Kvalifikation | Kvalifikation   | Kvalifikation   | Kvalifikation   | Final           | Final           | Final           | Final           | Final           | Total     |
| Tävlande                  | Häst                      | Runda 1       | Runda 1       | Runda 2       | Runda 2       | Runda 2       | Runda 3         | Runda 3         | Runda 3         | Runda A         | Runda A         | Runda B         | Runda B         | Runda B         | Total     |
| Tävlande                  | Häst                      | Straff        | Placering     | Straff        | Total         | Placering     | Straff          | Total           | Placering       | Straff          | Placering       | Straff          | Totalt          | Placering       | Placering |
| ------------------------- | ------------------------- | ------------- | ------------- | ------------- | ------------- | ------------- | --------------- | --------------- | --------------- | --------------- | --------------- | --------------- | --------------- | --------------- | --------- |
| Abdullah Al Saud          | Davos                     | 0             | 1             | 0             | 0             | 1             | 4               | 4               | 4               | 9               | 26              | Ej kvalificerad | Ej kvalificerad | Ej kvalificerad | 26        |
| Kamal Bahamdan            | Delphi                    | 1             | 33            | 1             | 2             | 15            | 5               | 7               | 10              | 1               | 7               | 1               | 2               | 4               | 4         |
| Ramzy Al Duhami           | Bayard van de Villa There | 2             | 41            | 0             | 2             | 15            | 4               | 6               | 9               | 12              | 29              | Ej kvalificerad | Ej kvalificerad | Ej kvalificerad | 29        |
| Abdullah Waleed Sharbatly | Sultan                    | 6             | 58            | 4             | 10            | 51            | Ej kvalificerad | Ej kvalificerad | Ej kvalificerad | Ej kvalificerad | Ej kvalificerad | Ej kvalificerad | Ej kvalificerad | Ej kvalificerad | 51        |

| Tävlande                                                                  | Häst     | Runda 1 | Runda 1   | Runda 2 | Runda 2   | Placering |
| Tävlande                                                                  | Häst     | Straff  | Placering | Straff  | Placering | Placering |
| ------------------------------------------------------------------------- | -------- | ------- | --------- | ------- | --------- | --------- |
| Abdullah Al Saud Kamal Bahamdan Ramzy Al Duhami Abdullah Waleed Sharbatly | som ovan | 1       | 1         | 13      | 3         | 3         |